# Asprocottus intermedius
Asprocottus intermedius is een straalvinnige vissensoort uit de familie van de diepwaterdonderpadden (Abyssocottidae). De wetenschappelijke naam van de soort is voor het eerst geldig gepubliceerd in 1955 door Taliev.